# Raiffeisenbank Mittelschwaben
Die Raiffeisenbank Mittelschwaben eG ist eine Genossenschaftsbank mit Sitz in der bayerischen Gemeinde Roggenburg im Landkreis Neu-Ulm.

## Geschichte
Die heutige Raiffeisenbank Mittelschwaben eG wurde im Jahr 1894 in Roggenburg gegründet und entstand im Jahr 2016 durch die Fusion der Raiffeisenbank Bibertal-Kötz eG mit dem Sitz in Bibertal mit der Raiffeisenbank Roggenburg-Breithenthal eG mit dem Sitz in Roggenburg. Die Raiffeisenbank Bibertal-Kötz eG wiederum entstand im Jahr 2009 durch die Fusion der Raiffeisenbank Kötz eG mit dem Sitz in Kötz mit der Raiffeisenbank Bibertal e.G. mit dem Sitz in Bibertal. Bereits im Jahr 1999 fusionierten die Raiffeisenbank Breithenthal-Nattenhausen eG mit dem Sitz in Breitenthal und die Raiffeisenbank Roggenburg eG mit dem Sitz in Roggenburg zur Raiffeisenbank Roggenburg-Breithenthal eG mit dem Sitz in Roggenburg. 
Die damalige Raiffeisenbank Bibertal e.G. entstand im Jahr 1978 durch die Fusion der Raiffeisenbank Bühl-Echlishausen eG mit dem Sitz in Bühl mit der Raiffeisenbank Kissendorf eG mit dem Sitz in Kissendorf. Im selben Jahr fusionierten die Raiffeisenbank Kleinkötz eG mit dem Sitz in Kleinkötz und die Raiffeisenbank Kötz eG. (die ehemalige Raiffeisenbank Großkötz eGmbH) mit dem Sitz in Großkötz zur neuen Raiffeisenbank Kötz eG. Die Raiffeisenbank Kissendorf eG fusionierte im Vorjahr bereits mit der Raiffeisenkasse Anhofen eG mit dem Sitz in Anhofen

## Rechtsverhältnisse
Die Raiffeisenbank Mittelschwaben eG ist im Genossenschaftsregister beim Amtsgericht Memmingen unter GnR 214 eingetragen.

## Organisationsstruktur
Rechtsgrundlagen sind das Genossenschaftsgesetz und die durch die Generalversammlung beschlossene Satzung. Organe der Bank sind der Vorstand, der Aufsichtsrat und die Generalversammlung.

## Sicherungseinrichtung
Die Raiffeisenbank Mittelschwaben eG ist der amtlich anerkannten Sicherungseinrichtung des Bundesverbandes der Deutschen Volksbanken und Raiffeisenbanken GmbH und der zusätzlichen freiwilligen Sicherungseinrichtung des Bundesverbandes der Deutschen Volksbanken und Raiffeisenbanken e.V. angeschlossen.

## Geschäftsausrichtung
Die Raiffeisenbank Mittelschwaben eG betreibt das Universalbankgeschäft. Im Verbundgeschäft arbeitet sie mit der DZ Bank, R+V Versicherung, Bausparkasse Schwäbisch Hall, Teambank, VR Leasing, DZ Hyp und der Union Investment zusammen.

## Geschäftsgebiet
Das Geschäftsgebiet liegt im Osten des Landkreises Neu-Ulm und im Westen des Landkreises Günzburg.
An diesen Orten betreibt die Bank Filialen:
- Roggenburg (Hauptstelle, jur. Sitz)
- Breitenthal (Geschäftsstelle)
- Bibertal (1 Geschäftsstelle + SB-Geschäftsstelle)
- Kötz (Geschäftsstelle)